# Gewöhnliche Nachtviole

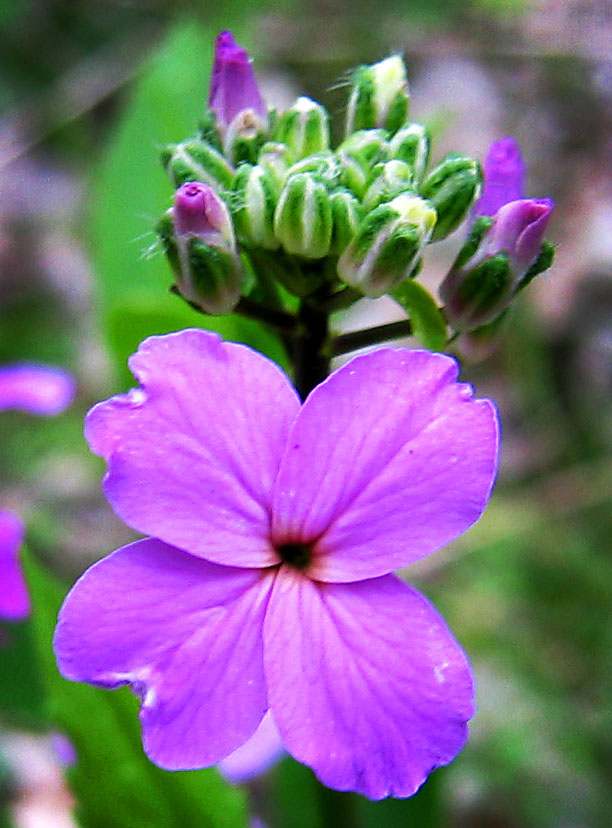
Einzelne Blüte

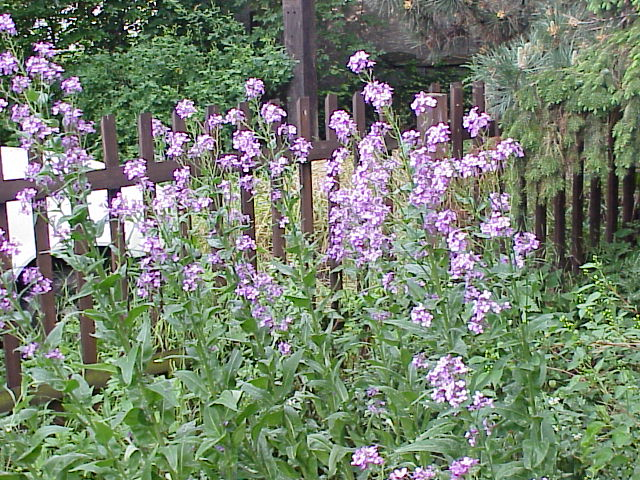
Habitus

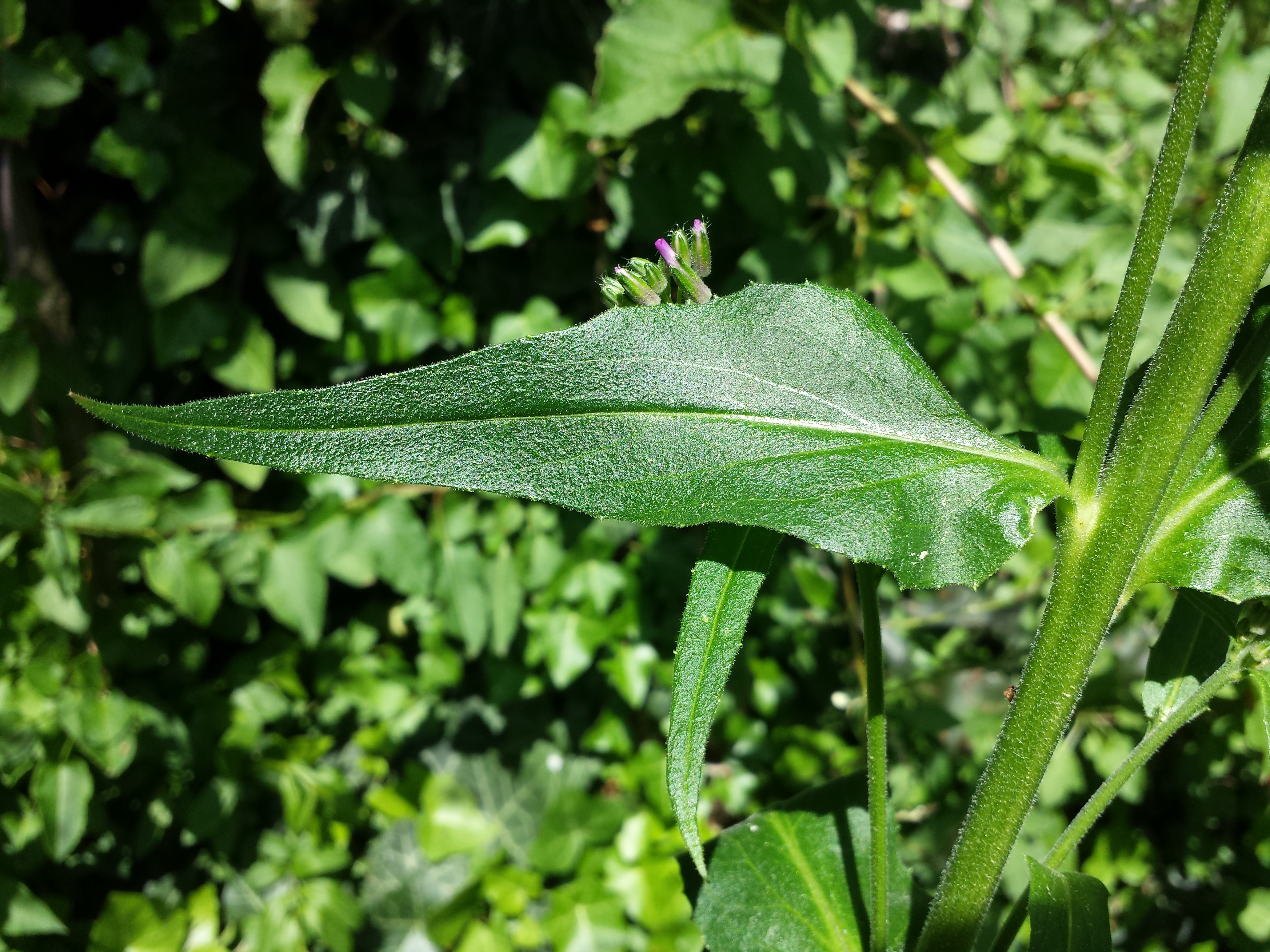
Stängel mit kurz gestieltem Laubblatt

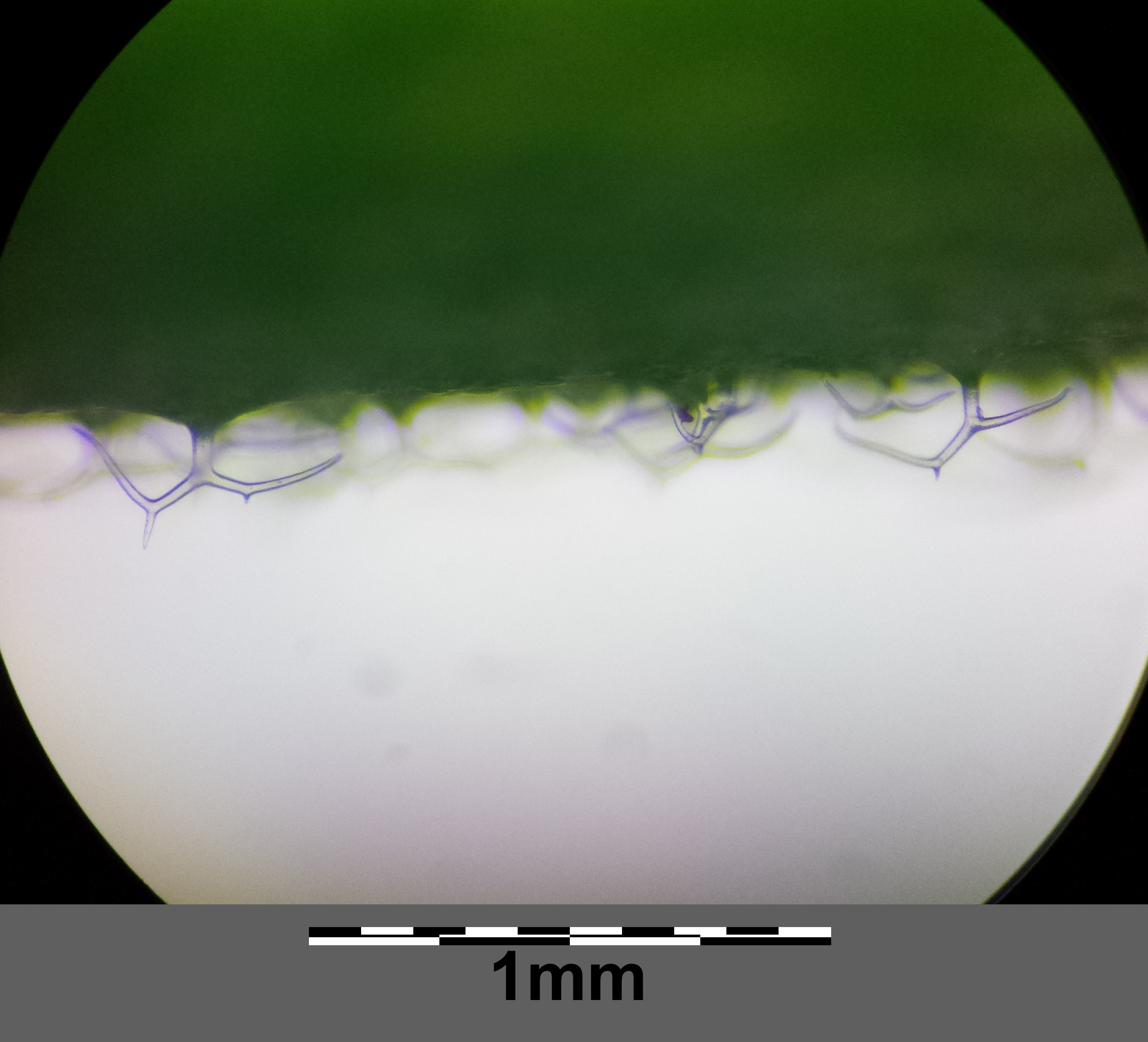
Der Stängel ist mit Bäumchenhaaren besetzt.

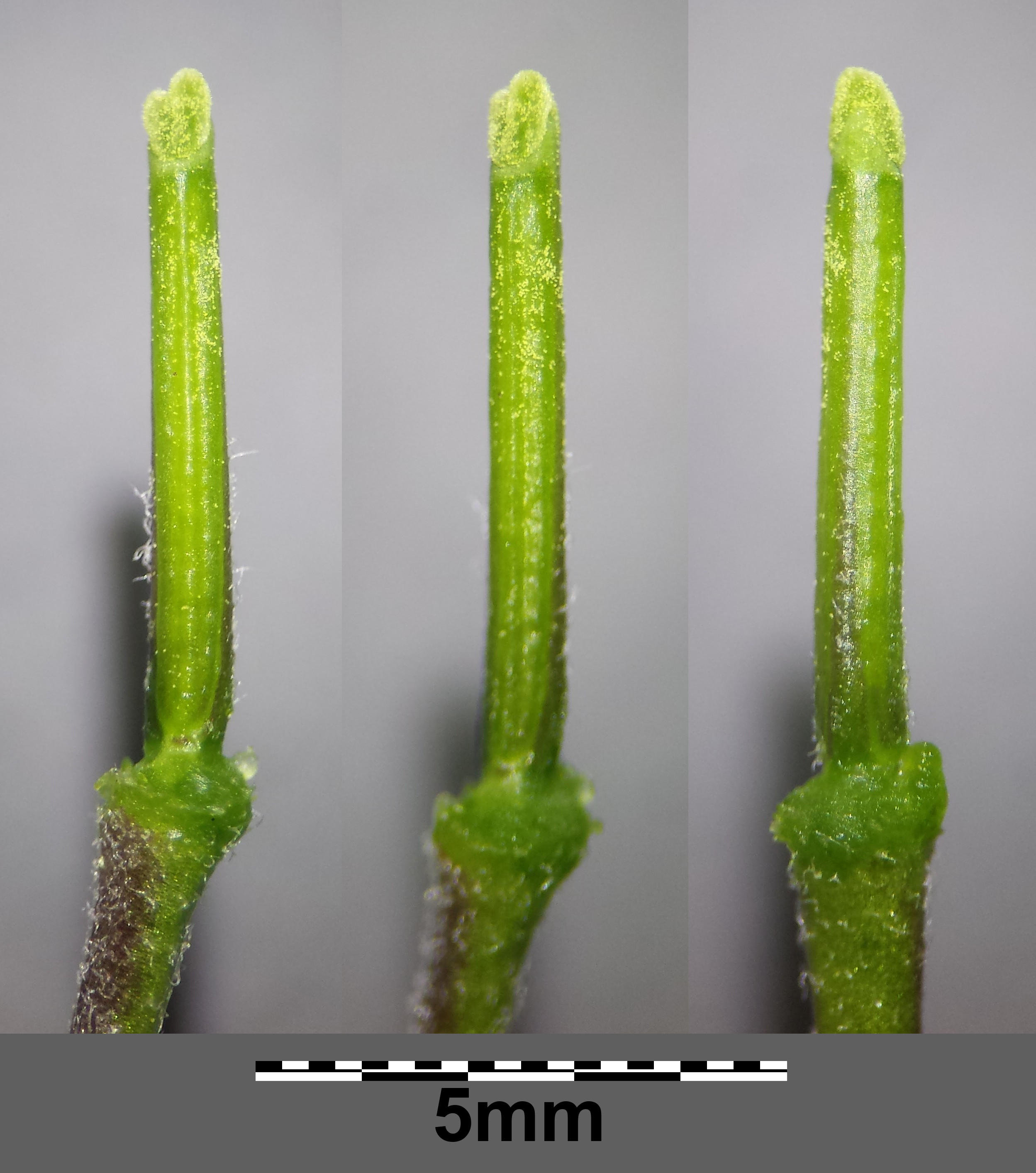
Fruchtknoten bzw. Schote

Die Gewöhnliche Nachtviole (Hesperis matronalis), auch Gemeine Nachtviole, Rote Nachtviole, Matronenblume oder Kilte genannt, ist eine Pflanzenart aus der Gattung der Nachtviolen (Hesperis) aus der Familie der Kreuzblütengewächse (Brassicaceae). Der Namensbestandteil „Nacht-“ rührt daher, dass die Blüten abends am intensivsten duften.

## Beschreibung
Die Gewöhnliche Nachtviole ist eine zweijährige oder ausdauernde krautige Pflanze, die Wuchshöhen zwischen 40 und 100 Zentimetern erreicht. Die Wurzel ist spindelförmig und oft mehrköpfig. Der Stängel ist aufrecht, gelegentlich einfach aber meist verzweigt und fast kahl oder rauhaarig. Wenn er behaart ist, sind die Haare vornehmlich gestielt-zweistrahlig. Die zahlreichen Laubblätter sind grundständig und eiförmig bis lanzettlich, spitz bis lang zugespitzt und gezähnt bis fast ganzrandig einfach rau behaart oder fast kahl. Die Blattstiele werden von der Pflanzenbasis zur Spitze hin kürzer.
Die Art blüht von April bis Juli in mehreren Trauben aus Blüten ohne Tragblätter, die einen Durchmesser von 1,5 bis 2,5 cm erreichen. Die vier Kelchblätter sind länglich violett mit einer grünlichen Spitze, die vier Kronblätter sind 18 bis 25 mm lang mit schmalem, langem Nagel und verkehrt-eiförmiger Platte. Die Antheren sind 3 bis 3,5 mm lang, der Griffel 1 bis 4 mm lang. Die Narbe trägt zwei aufrechte, aneinanderliegende Lappen. Die Blüten duften gegen Abend und nachts sehr stark, aber angenehm. Die Samen reifen in 40 bis 100 mm langen und 1,5 bis 2 mm breiten Schoten heran. Die Klappen haben Mittel- und Seitennerven. Die Samen sind einreihig und etwa 3 mm lang.
Die Art hat die Chromosomenzahl 2n = 14, 24 oder 28.

## Verbreitung
Die Art findet sich in Europa und Zentral- sowie Südwestasien. Ihr natürliches Verbreitungsgebiet erstreckt sich von Südosteuropa (slowakische und ungarische Mittelgebirge, Illyrien) bis zu den Südostalpen. Außerdem kommt sie im italienischen Apennin vor. Sie fehlt von Natur aus im Tiefland fast überall und ebenso gebietsweise in höheren Mittelgebirgslagen sowie in Mittelgebirgen mit kalkarmen Gesteinen. In den südöstlichen Alpen reicht das Verbreitungsgebiet bis 800 Meter Meereshöhe. In den Allgäuer Alpen steigt sie südwestlich oberhalb der Breitgehren-Alp im Rappenalpental bei Einödsbach in Bayern bis zu 1220 m Meereshöhe auf.
In Mitteleuropa wird die Gewöhnliche Nachtviole seit vielen Jahrhunderten in Bauerngärten kultiviert. Dadurch ist sie heute in Deutschland wie in ganz Mitteleuropa fast flächendeckend verwildert und eingebürgert. Außerdem wurde die Art im 16. Jahrhundert nach Nordamerika verschleppt und gilt auch dort als Neophyt.
Die Gewöhnliche Nachtviole braucht nährstoffreichen, etwas feuchten, lockeren, steinig-sandigen und humosen Lehmboden. Die Art findet sich vor allem in Fluss- und Bachtälern in Auwäldern und -gebüschen. Sie gedeiht vor allem in Gesellschaften des Verbands Alno-Ulmion, kommt aber auch in denen der Verbände Aegopodion oder Filipendulion vor. Sie lebt aber auch in Ruderalfluren. Die Art erträgt Schatten gut.
Die ökologischen Zeigerwerte nach Landolt et al. 2010 sind in der Schweiz: Feuchtezahl F = 3+w+ (feucht aber stark wechselnd), Lichtzahl L = 3 (halbschattig), Reaktionszahl R = 3 (schwach sauer bis neutral), Temperaturzahl T = 4 (kollin), Nährstoffzahl N = 4 (nährstoffreich), Kontinentalitätszahl K = 4 (subkontinental).

## Ökologie
Die Gewöhnliche Nachtviole ist eine zwei- oder auch kurzlebig mehrjährige Schaftpflanze, die durch Senföle scharf schmeckt.
Die Blüten sind homogame bis vormännliche „Stieltellerblumen“ mit Nektardrüsen auf der Innenseite der Staubblattbasis. Der Nektar ist schwer zugänglich. Sie duften am Abend nach Veilchen. Die Blüten öffnen sich abends zwischen 19 und 20 Uhr. Sie werden durch Insekten, insbesondere durch Nachtfalter bestäubt. Obwohl die sich nach innen öffnenden Staubbeutel die Narbe bepudern, erfolgt regelmäßig Fremdbestäubung, auch durch Schwebfliegen, Bienen und Tagfalter. Blütezeit ist von April bis Juli.
Die Früchte sind Schoten, die als Tier- und Windstreuer aktiv sind. Ihre Samen werden auch durch Fließgewässer verbreitet. Menschenausbreitung der Art erfolgt als Gartenflüchter.
Wichtig ist die Art als Nahrungspflanze für Raupen verschiedener Schmetterlinge, wie dem Aurorafalter (Anthocharis cardamines) und dem Kleinen Kohlweißling (Pieris rapae), aber auch verschiedener Schleier- und Halbmotten, vor allem Plutella porrectella.

## Systematik
Hesperis matronalis wurde 1753 von Carl von Linné in Species Plantarum erstveröffentlicht.
Die Art wird zusammen mit Hesperis sylvestris zur Sammelart Hesperis matronalis agg. zusammengefasst. Des Weiteren existieren neben dem nominotypischen Taxon Hesperis matronalis subsp. matronalis noch die weiteren Unterarten:
- Hesperis matronalis subsp. adzharica (Tzvelev) Cullen: Sie kommt im asiatischen Teil der Türkei vor.[9]
- Hesperis matronalis subsp. cladotricha (Borb.) Hayek: Sie kommt auf der Balkanhalbinsel und in Rumänien vor[2]
- Hesperis matronalis subsp. nivea (Baumg.) Kulcz. (Syn.: Hesperis matronalis subsp. candida (Kit.) Hegi u. E. Schmid): Sie kommt in Europa von Spanien bis Rumänien vor, meidet aber den Norden und den Süden[2]
- Hesperis matronalis subsp. schurii Soó: Sie kommt in den Ostkarpaten vor[2]
- Hesperis matronalis subsp. voronovii (N. Busch) P.W. Ball: Sie kommt auf der Krim, in der Türkei vor.[9]

Manchmal wird auch eine verwilderte Form der Kultur-Hybride Hesperis matronalis 'Alba' gefunden.

## Giftigkeit
Die Gewöhnliche  Nachtviole ist in allen Teilen giftig, besonders aber die Samen. Ihr Gefährlichkeitsgrad wird allerdings als gering eingestuft. Hauptwirkstoffe sind Cardenolid-Glykoside und Senföl-Glykoside.
Sparsam verwendet können jedoch einige Teile der Pflanze verzehrt werden.

## Kultur
Die Gewöhnliche Nachtviole wird besonders wegen ihres Duftes (ähnlich dem von Levkojen) in Gärten kultiviert und findet sich häufig in Saatmischungen wieder, da die Art leicht vermehrt werden kann. Dies hat auch die Ausbreitung in den USA stark begünstigt. Verschiedene Hybriden wurden gekreuzt, vor allem eine weiße Ausprägung Hesperis matronalis 'Alba'.
Die Samen der Gewöhnlichen Nachtviole haben einen scharfen Geschmack ähnlich dem der Brunnenkresse. Clusius empfiehlt sie gegen Husten oder andere Brustkrankheiten. Des Weiteren wirkt die Pflanze schweißtreibend.